# Ville-di-Pietrabugno
Ville-di-Pietrabugno (korsisch E Ville di Petrabugnu; italienisch Ville di Pietrabugno) ist eine französische Gemeinde mit 3.187 Einwohnern (Stand: 1. Januar 2022) im Département Haute-Corse auf der Mittelmeerinsel Korsika. Sie gehört zum Kanton Bastia-1 und zum Arrondissement Bastia.

## Geographie
Ville-di-Pietrabugno liegt am Tyrrhenischen Meer. Umgeben wird Ville-di-Pietrabugno von den Nachbargemeinden San-Martino-di-Lota im Norden, Farinole im Nordwesten, Patrimonio im Westen und Bastia im Süden.
Ville-di-Pietrabugno besteht aus sieben Weilern: Casevecchia, Astima, Guaitella, Alzeto, Port Toga, Palagaccio und Minelli.

## Bevölkerungsentwicklung
| 1962 | 1968 | 1975 | 1982 | 1990 | 1999 | 2006 | 2011 |
| ---- | ---- | ---- | ---- | ---- | ---- | ---- | ---- |
| 642  | 1562 | 1735 | 2827 | 2950 | 2950 | 3063 | 3580 |

## Sehenswürdigkeiten

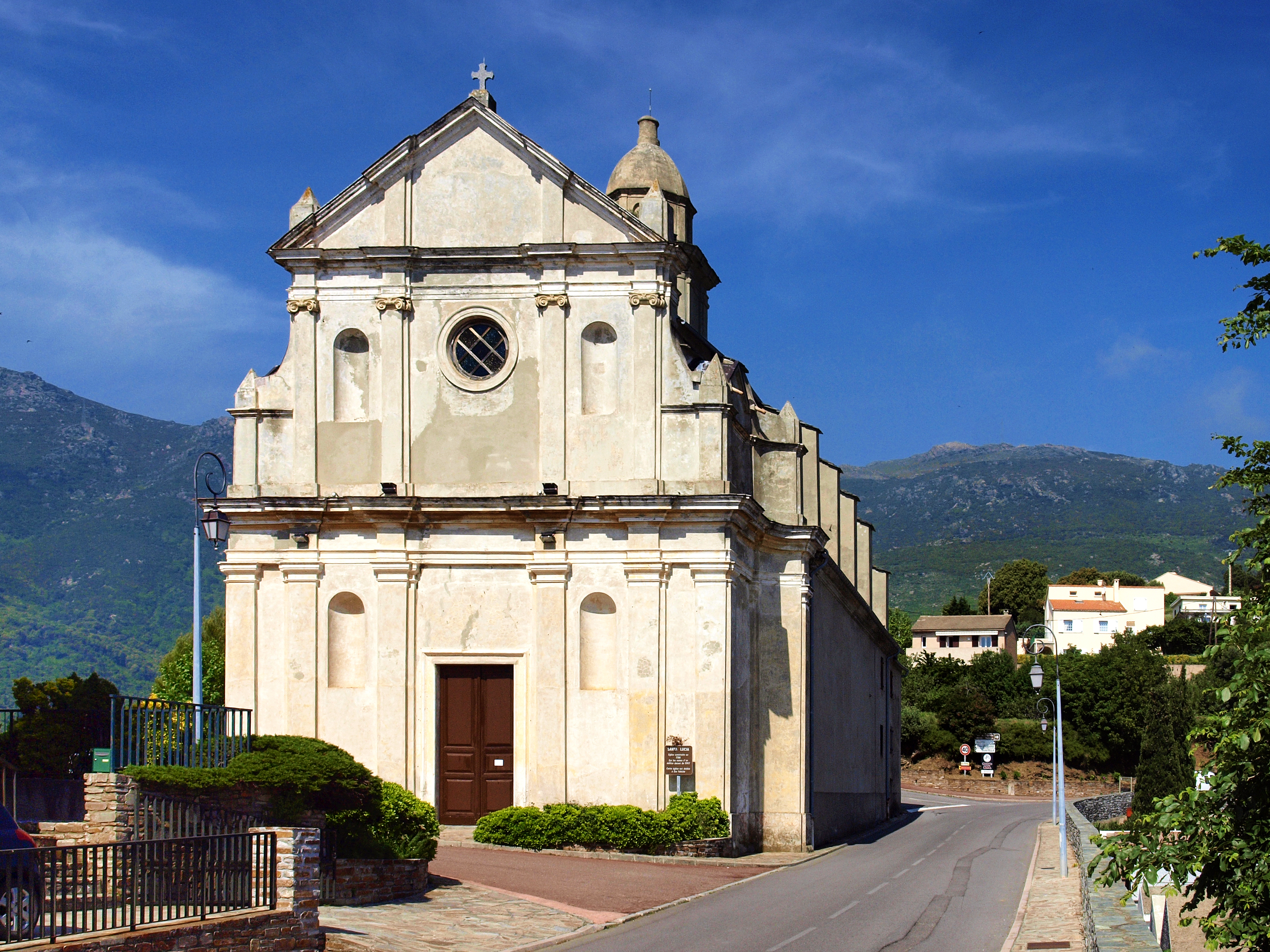
Kirche Santa-Lucia

- Kirche Santa-Lucia in Astima, barocker Bau aus dem Jahre 1796, mit wertvollem Inventar, Monument historique seit 1966 ff.
- Kapelle San Pancraziu in Astima
- Kapelle Sant’Antone in Alzeto
- Kapelle Santa Felicita in Guaitella mit Turm aus dem 13. Jahrhundert

## Persönlichkeiten
- Jean Baggioni (* 1939), Politiker